# Грос-Кордсхаген
Грос-Кордсхаген (нем. Groß Kordshagen) — община в Германии, в земле Мекленбург-Передняя Померания.
Входит в состав района Северная Передняя Померания. Подчиняется управлению Нипарс.  Население составляет 352 человека (на 31 декабря 2010 года). Занимает площадь 16,09 км².